# Notiochelidon
A Notiochelidon a madarak (Aves) osztályának a verébalakúak (Passeriformes) rendjébe és a fecskefélék (Hirundinidae) családjába tartozó nem.

## Rendszerezésük
A nemet Spencer Fullerton Baird írta le 1865-ben, az alábbi 4 faj tartozik:
- Notiochelidon murina[2] vagy Orochelidon murina[1]
- kék-fehér fecske (Notiochelidon cyanoleuca[2] vagy Pygochelidon cyanoleuca)[1]
- Notiochelidon flavipes[2] vagy Orochelidon flavipes[1]
- Notiochelidon pileata[2] vagy Atticora pileata[1]